# Gorenje Laknice
Gorenje Laknice so naselje v Občini Mokronog - Trebelno.